# 皮蒂科查湖 (卡瓦納區)
8°25′55″S 77°54′58″W / 8.43194°S 77.91611°W
皮蒂科查湖（Piticocha），是秘魯的湖泊，位於該國北部安卡什大區，由帕亞斯卡省的卡瓦納區負責管轄，處於普薩科查湖以南，面積0.92平方公里，海拔高度4,325米。